# Saison 6 de C'est Moi le chef !
Chronologie
Saison 5 Saison 7
Cet article présente le guide des épisodes de la sixième saison de la série télévisée américaine Last Man Standing.

## Généralités
- Elle a été diffusée du 23 septembre 2016 au 31 mars 2017 sur le réseau ABC.
- Au Canada, cette saison est diffusée une heure plus tard sur la chaîne indépendante CHCH Hamilton.

### Synopsis
Mike Baxter est un heureux père de famille et un directeur marketing dans un magasin de sport à Denver, dans le Colorado. C'est également un homme vivant dans un monde dominé par les femmes en particulier dans sa maison avec sa femme et ses trois filles, dont l'une est une mère célibataire.

## Distribution de la saison

### Acteurs principaux
- Tim Allen (VF : Michel Papineschi) : Mike Baxter
- Nancy Travis (VF : Martine Irzenski) : Vanessa Baxter
- Molly Ephraim (VF : Anouck Hautbois) : Amanda Elaine « Mandy » Baxter
- Kaitlyn Dever (VF : Leslie Lipkins) : Eve Baxter
- Amanda Fuller (VF : Audrey Sablé) : Kristin Beth Baxter
- Jordan Masterson (en) (VF : Philippe Ariotti) : Ryan Vogelson, père de Boyd
- Christoph Sanders (VF : Hervé Grull) : Kyle Anderson
- Flynn Morrison (fy) (VF : Sophie Froissard) : Boyd Baxter
- Jonathan Adams (VF : Thierry Desroses) : Chuck Larabee, voisin de Mike et Vanessa
- Hector Elizondo (VF : François Jaubert) : Edward « Ed » Alzate

### Acteurs récurrents et invités
- Jay Leno : Joe
- Travis Tope (en) : Rob
- Bill Engvall (en) : Reverend Paul

## Épisodes

### Épisode 1: Papa Ours
- États-Unis /  Canada : 23 septembre 2016 sur ABC[1] / CHCH
- France : 21 juin 2018 sur Fox Play
- Belgique : 1er février 2020 sur RTL-TVI

- États-Unis : 5,95 millions de téléspectateurs[2] (première diffusion)

### Épisode 2: Météo du match: Douche froide
- États-Unis /  Canada : 30 septembre 2016 sur ABC / CHCH
- France : 21 juin 2018 sur Fox Play
- Belgique : 1er février 2020 sur RTL-TVI

- États-Unis : 5,84 millions de téléspectateurs[3] (première diffusion)

Jay Leno (Joe)

### Épisode 3: Pas de fumée sans feu
- États-Unis /  Canada : 7 octobre 2016 sur ABC / CHCH
- France : 21 juin 2018 sur Fox Play
- Belgique : 8 février 2020 sur RTL-TVI

- États-Unis : 5,68 millions de téléspectateurs[4] (première diffusion)

Maria Canals-Barrera (Sheryl)

### Épisode 4: Les dix ans de Boyd
- États-Unis /  Canada : 14 octobre 2016 sur ABC / CHCH
- France : 21 juin 2018 sur Fox Play
- Belgique : 8 février 2020 sur RTL-TVI

- États-Unis : 5,65 millions de téléspectateurs[5] (première diffusion)

### Épisode 5: Maudit Halloween
- États-Unis /  Canada : 21 octobre 2016 sur ABC / CHCH
- France : 21 juin 2018 sur Fox Play
- Belgique : 15 février 2020 sur RTL-TVI

- États-Unis : 6,44 millions de téléspectateurs[6] (première diffusion)

### Épisode 6: Le monde réel
- États-Unis /  Canada : 4 novembre 2016 sur ABC / CHCH
- France : 21 juin 2018 sur Fox Play
- Belgique : 22 février 2020 sur RTL-TVI

- États-Unis : 6,26 millions de téléspectateurs[7] (première diffusion)

### Épisode 7: Le mariage de Kyle et Mandy
- États-Unis /  Canada : 11 novembre 2016 sur ABC / CHCH
- France : 21 juin 2018 sur Fox Play
- Belgique : 22 février 2020 sur RTL-TVI

- États-Unis : 6,34 millions de téléspectateurs[8] (première diffusion)

Bill Engvall (Reverend Paul)

### Épisode 8: La Voiture de mon père
- États-Unis /  Canada : 18 novembre 2016 sur ABC / CHCH
- France : 21 juin 2018 sur Fox Play
- Belgique : 29 février 2020 sur RTL-TVI

- États-Unis : 6,55 millions de téléspectateurs[9] (première diffusion)

- Jay Leno (Joe)
- Travis Tope (Rob)

### Épisode 9: Le discours
- États-Unis /  Canada : 2 décembre 2016 sur ABC / CHCH
- France : 21 juin 2018 sur Fox Play
- Belgique : 29 février 2020 sur RTL-TVI

- États-Unis : 6,29 millions de téléspectateurs[10] (première diffusion)

Sarah Gilman (Cammy)

### Épisode 10: Cherche travail désespérément
- États-Unis /  Canada : 9 décembre 2016 sur ABC / CHCH
- France : 21 juin 2018 sur Fox Play
- Belgique : 7 mars 2020 sur RTL-TVI

- États-Unis : 6,57 millions de téléspectateurs[11] (première diffusion)

- Benjamin Hjelm (Mr. Slattery)
- Aina Dumlao (Assistant)
- Cutter Palacios (Kevin)
- Spence Moore II (David)
- Dominique Grund (Jesie)

### Épisode 11: Mon nom est Rob
- États-Unis /  Canada : 16 décembre 2016 sur ABC / CHCH
- France : 21 juin 2018 sur Fox Play
- Belgique : 7 mars 2020 sur RTL-TVI

- États-Unis : 6,78 millions de téléspectateurs[12] (première diffusion)

- Jay Leno (Joe)
- Travis Tope (Rob)

### Épisode 12: Trois sœurs
- États-Unis /  Canada : 6 janvier 2017 sur ABC / CHCH
- France : 21 juin 2018 sur Fox Play
- Belgique : 14 mars 2020 sur RTL-TVI

- États-Unis : 7,75 millions de téléspectateurs[13] (première diffusion)

### Épisode 13 :Le musée des explorateurs
- États-Unis /  Canada : 13 janvier 2017 sur ABC / CHCH
- France : 21 juin 2018 sur Fox Play
- Belgique : 21 mars 2020 sur RTL-TVI

- États-Unis : 7,17 millions de téléspectateurs[14] (première diffusion)

Jay Leno (Joe)

### Épisode 14: Trop plein d'amour
- États-Unis /  Canada : 20 janvier 2017 sur ABC / CHCH
- France : 21 juin 2018 sur Fox Play
- Belgique : 28 mars 2020 sur RTL-TVI

- États-Unis : 6,93 millions de téléspectateurs[15] (première diffusion)

### Épisode 15: Les bricoleurs
- États-Unis /  Canada : 27 janvier 2017 sur ABC / CHCH
- France : 21 juin 2018 sur Fox Play
- Belgique : 4 avril 2020 sur RTL-TVI

- États-Unis : 7,01 millions de téléspectateurs[16] (première diffusion)

### Épisode 16: L'Académie de l'air Force
- États-Unis /  Canada : 3 février 2017 sur ABC / CHCH
- France : 21 juin 2018 sur Fox Play
- Belgique : 4 avril 2020 sur RTL-TVI

- États-Unis : 6,59 millions de téléspectateurs[17] (première diffusion)

### Épisode 17: La Bibliothèque partagée
- États-Unis /  Canada : 17 février 2017 sur ABC / CHCH
- France : 21 juin 2018 sur Fox Play
- Belgique : 11 avril 2020 sur RTL-TVI

- États-Unis : 6,54 millions de téléspectateurs[18] (première diffusion)

Brad Leland (Wayne)

### Épisode 18: Crise de foi
- États-Unis /  Canada : 24 février 2017 sur ABC / CHCH
- France : 21 juin 2018 sur Fox Play
- Belgique : 11 avril 2020 sur RTL-TVI

- États-Unis : 6,6 millions de téléspectateurs[19] (première diffusion)

Bill Engvall (Reverend Paul)

### Épisode 19: Soutien à domicile
- États-Unis /  Canada : 10 mars 2017 sur ABC / CHCH
- France : 21 juin 2018 sur Fox Play
- Belgique : 18 avril 2020 sur RTL-TVI

- États-Unis : 5,69 millions de téléspectateurs[20] (première diffusion)

### Épisode 20: De quoi je me mêle?
- États-Unis /  Canada : 17 mars 2017 sur ABC / CHCH
- France : 21 juin 2018 sur Fox Play
- Belgique : 18 avril 2020 sur RTL-TVI

- États-Unis : 6,15 millions de téléspectateurs[21] (première diffusion)

Travis Tope (Rob)

### Épisode 21: L'héritage de Kyle
- États-Unis /  Canada : 24 mars 2017 sur ABC / CHCH
- France : 21 juin 2018 sur Fox Play
- Belgique : 25 avril 2020 sur RTL-TVI

- États-Unis : 6,1 millions de téléspectateurs[22] (première diffusion)

### Épisode 22: Kickboxing
- États-Unis /  Canada : 31 mars 2017 sur ABC / CHCH
- France : 21 juin 2018 sur Fox Play
- Belgique : 25 avril 2020 sur RTL-TVI

- États-Unis : 6,06 millions de téléspectateurs[23] (première diffusion)

- Jay Leno (Joe)
- Alisha Ricardi (Brooke)